# Детство Бемби
«Детство Бемби» — советский художественный фильм по мотивам сказки Феликса Зальтена «Бемби». Вторая часть дилогии — фильм «Юность Бемби».
Фильм снимался в Крыму в Крымском Заповеднике и в «пещерных городах». После окончания съёмок на Эски-Кермене в некоторых пещерах сохранились изображения животных на стенах, которых показывали туристам как «рисунки пещерных людей».

## Сюжет
В лесу праздник: родился оленёнок Бемби, сын вожака, принц, наследник короны. Бемби ещё маленький, и весь огромный мир вокруг него предстаёт как волшебная сказка. В этой сказке он встречает множество чудес: зверей и деревья, солнце и речку, своих троюродных брата и сестру, белочку, весёлых зайцев и прекрасных лебедей.
Но в сказочном лесу, где все живут дружно, есть Он. Тот, чьё имя не называют. Кого боятся все, даже самые сильные звери. Бемби предстоит череда опасностей, приключений и новых знаний, прежде чем он вырастет и займёт по праву место неназванного отца — станет лидером своей стаи.

## В ролях
- Ваня Бурляев — маленький Бемби
- Николай Бурляев — Бемби-юноша
- Катя Лычёва — маленькая Фалина
- Галина Беляева — Фалина-девушка
- Наталья Бондарчук — Агни, мать Бемби
- Марис Лиепа — отец Бемби
- Лев Дуров — филин Савва
- Инна Макарова — тётя Неттла
- Галина Артёмова — Энна, мать Фалины и Гобо
- Максим Шальнев — Гобо, брат Фалины
- Айварис Лейманис — Карус
- Илзе Лиепа — Лебедь-мать
- Гедиминас Таранда — Лебедь-отец
- Давид Юлис — Зайчонок
- Лиза Киселёва — Белочка
- Михаил Евдокимов — озвучивание животных (в титрах не указан)

## Съёмочная группа
- Авторы сценария: Наталья Бондарчук, Юрий Нагибин.
- Режиссёр: Наталья Бондарчук
- Оператор: Александр Филатов
- Художник: Татьяна Филатова
- Композитор: Борис Петров

## Фестивали и награды
- 1986 — 19 Всесоюзный кинофестиваль (Алма-Ата) в программе фильмов для детей и юношества: главный приз «За лучшее раскрытие темы содружества человека и природы» — фильму «Детство Бемби» (Наталья Бондарчук).[1]